# Rio Gersa
O Rio Gersa é um rio da Romênia, afluente do Someşul Mare, localizado no distrito de Bistriţa-Năsăud.